# Bibbia Tyndale
La Bibbia Tyndale fu la prima Bibbia moderna in inglese. William Tyndale era un prete laureatosi ad Oxford, ancora studente a Cambridge quando Martin Lutero affisse le sue tesi a Wittenberg. Nel 1523, profittando dell'invenzione della stampa, Tyndale iniziò a tradurre le Scritture nell'inglese corrente.

## Caratteristiche
Per l'impresa, Tyndale non aveva alcuna copia dei testi greci ed ebraici "originali". Infatti la qualità dei documenti ebraici era scarsa, dato che i manoscritti più antichi datavano al X secolo. Si trasferì, perciò, a Londra nella convinzione di trovarvi supporto e incoraggiamento, ma le sue speranze vennero ben presto deluse. Scoprì, immediatamente, che non c'era spazio per un'iniziativa simile nel palazzo del vescovo di Londra per la traduzione del nuovo testamento così come non c'era un tale spazio nell'Inghilterra tutta. Ciò era dovuto all'ostilità della Chiesa del tempo che i fedeli avessero accesso autonomo alle scritture senza l'intermediazione ecclesiastica.
Un ricco mercante londinese lo sussidiò con un dono munifico di 10 sterline, con il quale si pagò il viaggio per Amburgo e dove partì girovago alla ricerca del materiale di cui necessitava; così che, di nascosto, poté portare a compimento l'opera di traduzione. I mezzi di stampa erano di gran lunga più sviluppati nel continente che in Inghilterra; ma l'opposizione ad un tale genere di lavoro costrinse Tyndale a stampare una tiratura molto limitata della quale ci sono pervenute pochissime copie. Tyndale, una volta, fu costretto a fuggire riuscendo a portare con sé solo pochi fogli stampati per poi completare il lavoro presso un'altra stamperia. Numerose volte le copie del suo lavoro vennero solennemente bruciate, e la sua stessa vita fu spesso in pericolo.
La Chiesa considerò eretica la traduzione di Tyndale con gli stessi argomenti utilizzati contro la traduzione di Wycliff: la traduzione non era fedele ai dettami e perciò introduceva termini anticlericali e opinioni eretiche.
Tommaso Moro accusò Tyndale di intenti diabolici in quanto corrompeva e cambiava il senso delle Scritture. In particolare, accusò Tyndale di tradurre i termini greci presbyteros, ekklesia, agape con elder, ‘anziano’ (invece dell'allora comune priest, sacerdote); congregation, 'congregazione' (invece di Church, Chiesa); love, 'amore', (invece di charity, carità).
La Chiesa cattolica inoltre condannò Wycliffe e Tyndale perché nei loro lavori introdussero le note e i commenti, promuovendo, in tal guisa l'antagonismo e le dottrine eretiche (per Tyndale, il luteranesimo).
Vi è un aneddoto riguardo al modo con il quale Tyndale riuscì a liberarsi dai suoi debiti e a finanziare la stampa di un numero maggiore di bibbie: il vescovo di Londra Tunstall, nell'intento di distruggere le copie tradotte del nuovo testamento, fece un accordo con un mercante di Anversa perché gliele vendesse. Il mercante, però, essendo un amico di Tyndale gli riferì di avere per cliente il vescovo Tunstall. In tal modo venne concordato di vendere diverse copie al vescovo per ripagare i debiti e finanziare una nuova edizione della bibbia.
La prima bibbia Tyndale venne pubblicata a Colonia nel 1526. Nel 1535 Tyndale venne arrestato a Bruxelles, e l'anno seguente fu condannato alla morte con l'accusa di diffondere il luteranesimo. Venne legato ad un palo, strangolato e il suo corpo venne bruciato sul rogo. La revisione finale della Tyndale venne pubblicata nel 1537.
Tyndale oggi è considerato il padre della bibbia ufficiale anglicana, la King James Version (KJV), dato che molta parte del suo lavoro è stata ritenuta valida e perciò preservata. I revisori del 1881 dichiararono che mentre la KJV fu il frutto di un lavoro a molte mani, le basi vennero costruite da Tyndale, e che quella versione apparsa successivamente era sostanzialmente una riproposizione della Tyndale.